# Viola prionantha
Viola prionantha Bunge – gatunek roślin z rodziny fiołkowatych (Violaceae). Występuje naturalnie w północnych Indiach, Nepalu, Chinach (w prowincjach Gansu, Hebei, Henan, Hubei, Jiangsu, Liaoning, Qinghai, Shaanxi, Szantung, Shanxi, Syczuan i Junnan, a także w regionach autonomicznych Mongolia Wewnętrzna, Ningxia i  południowo-wschodnim Tybecie), na Rosyjskim Dalekim Wschodzie (w Kraju Nadmorskim, Kraju Chabarowskim i obwodzie amurskim), Półwyspie Koreańskim oraz w Japonii. Ponadto został introdukowany w Kirgistanie i Stanach Zjednoczonych (w Kansas i Nebrasce). 

## Morfologia
PokrójBylina dorastająca do 3–10 cm wysokości, tworzy kłącza.
LiścieBlaszka liściowa ma podługowato owalny, owalnie lancetowaty lub owalny kształt. Mierzy 1–4,5 cm długości oraz 0,6–2 cm szerokości, jest karbowana na brzegu, ma sercowatą lub ściętą nasadę i ostry lub tępy wierzchołek. Ogonek liściowy jest nagi i ma 10–50 mm długości. Przylistki są równowąsko lancetowate i osiągają 7–13 mm długości.
KwiatyPojedyncze, wyrastające z kątów pędów. Mają działki kielicha o owalnie lancetowatym kształcie i dorastające do 6–8 mm długości. Płatki są odwrotnie jajowate, mają purpurową barwę oraz 8–11 mm długości, dolny płatek jest owalny, mierzy 14-25 mm długości, posiada obłą ostrogę o długości 5-9 mm.
OwoceTorebki mierzące 5-12 mm długości, o elipsoidalnym kształcie.

## Biologia i ekologia
Rośnie na łąkach i skarpach. Występuje na wysokości do 3200 m n.p.m.